# Appenzell (gmina)
Appenzell (gsw. Appezöll) – gmina (niem. Bezirk) w północno-wschodniej Szwajcarii, w kantonie Appenzell Innerrhoden, w niemieckojęzycznej części kraju. 31 grudnia 2014 liczyła 5750 mieszkańców. Do gminy należy część wsi Appenzell.